# 879
Évszázadok: 8. század – 9. század – 10. század
Évtizedek: 820-as évek – 830-as évek – 840-es évek – 850-es évek – 860-as évek – 870-es évek – 880-as évek – 890-es évek – 900-as évek – 910-es évek – 920-as évek
Évek: 874 – 875 – 876 – 877 –  878 – 879 – 880 – 881 – 882 – 883 – 884

## Események

### Európa
- A 32 éves Hebegő Lajos nyugati frank király megbetegszik és áprilisban meghal. Utódja két fia, a 14 éves III. Lajos és a 13 éves II. Carloman, akik közösen uralkodnak. A két fiú legitimitását sokan megkérdőjelezik, mert apjuk első, Burgundiai Ansgarde-dal titokban kötött házasságából származnak.
- A frank nemesség egy része Ifjabb Lajos keleti frank királynak ajánlja fel a nyugati koronát. Lajos bevonul a nyugati királyságba, egészen Verdunig jut, de aztán Alsó-Lotaringiáért cserébe lemond trónigényéről.
- A mantaille-i zsinaton Provence püspökei és nemessége királlyá választja Bosót, a korábban meghalt nyugati frank király, Kopasz Károly sógorát.
- Az 50 éves Karlmann bajor és itáliai királyt szélütés éri. Elveszti beszédkészségét, csak írásban tud kommunikálni. Lemond és országait öccseire (Bajorországot Ifjabb Lajosra, Itáliát Kövér Károlyra) hagyja. Törvénytelen fia, Arnulf megtarthatja karantán hercegségét.
- Meghal I. Balduin flandriai őrgróf. Utódja fia, II. Balduin.
- Meghal Rurik novgorodi varég fejedelem. Utódja rokona, Oleg.
- Branimir horvát főúr (valószínűleg a korábbi fejedelem, Domagoj rokona) VIII. János pápa támogatásával fellázad és megöli a bizáncbarát Zdeslav fejedelmet.
- Meghal II. Ceolwulf, a britanniai vikingek merciai bábkirálya. Miután a vikingek hatalma visszaszorulóban van (Ragnar Lodbrok fiai meghaltak, Guthrum Kelet-Angliába vonult vissza a wessexiektől elszenvedett veresége miatt), a hatalmat az egyik főúr, Æthelred szerzi meg. Mercia keleti fele továbbra is közvetlen viking uralom alatt marad.
- A britanniai vikingek a Temze torkolatánál nagy flottát gyűjtenek össze, majd áthajóznak a kontinensre és végigfosztogatják Fríziát és Flandriát.
- I. Baszileiosz bizánci császár ökumenikus zsinatot hív össze Konstantinápolyban, melyen megerősítik Phótiosz visszahelyezését a pátriárkai székbe és elítélik a filioque szó behelyezését a Hiszekegybe. A határozatokat VIII. János pápa küldöttei is megszavazzák.

### Abbászida Kalifátus
- Al-Muvaffak régens fiát, Abu al-Abbászt küldi a Dél-Mezopotámiát tíz év óta az ellenőrzésük alatt tartó zandzs lázadók ellen. Megkezdődik a felkelés felszámolása.

### Kína
- A Tang-dinasztia ellen lázadó Huang Csao egyre nagyobb területet tart ellenőrzése alatt. Elfoglalja Kantont és lemészároltatja a város több tízezer fős idegen (arab, keresztény és zsidó kereskedőkből álló) lakosságát.

## Születések
- szeptember 17. – Együgyű Károly, nyugati frank király

## Halálozások
- április 10. – Hebegő Lajos, nyugati frank király
- június 5. – Jakúb ibn al-Lajsz al-Szaffár, a Szaffárida dinasztia alapítója
- I. Balduin, flamand őrgróf
- II. Ceolwulf, merciai király
- Kónsztantinosz, bizánci trónörökös
- Rurik, novgorodi fejedelem
- Zdeslav, horvát fejedelem

## Fordítás
- Ez a szócikk részben vagy egészben  a(z)   879 című angol Wikipédia-szócikk ezen változatának fordításán alapul.  Az eredeti cikk szerkesztőit annak laptörténete sorolja fel. Ez a jelzés csupán a megfogalmazás eredetét és a szerzői jogokat jelzi, nem szolgál a cikkben szereplő információk forrásmegjelöléseként.